# Viktor Fadrus
Viktor Fadrus, född 20 juli 1884 i Wien, död 23 juni 1968 i Villach, var en österrikisk skolman.
Viktor Fadurs blev professor i Wien 1911 och ministerialråd jämte ledare för avdelningen för skolreformering 1918. I den egenskapen arbetade han enligt principen arbetsgemenskap i en nationell enhetsskola. Som direktör för Wiens pedagogiska institut 1922–1934 genomförde han flera viktiga reformer i fråga om lärarutbildningen och som vetenskaplig ledare för bokförlaget Für Jugend und Volk reformerade han läroboksutgivningen. Tillsammans med Karl Linke utgav Fadrus samlingsverket Schulreform 1924–1933, tillsammans med Charlotte Bühler Wiener Arbeiten zur pädagogischen Psychologie och var medutgivare för serien Lehrbücherei. Vid februarirevolutionen 1934 tvingades Fadrus att lämna sina befattningar.